# Николич, Марко (футболист, 1998)
Марко Николич (серб. Marko Nikolić; род. 31 марта 1998, Белград) — сербский футболист, защитник клуба «Сабаил».

## Биография
Марко — воспитанник футбольного клуба «Земун». В 2017 году отправлялся в аренду в клуб «Инджия», зимой 2018 года подписал с этим клубом полноценный контракт. В июле 2018 года перешёл в состав украинского клуба «Арсенал-Киев». 22 июля этого же года в матче против клуба «Львов» дебютировал в чемпионате Украины. 17 ноября покинул команду по соглашению сторон.
6 января 2025 года клуб «Сабаил» подписал с Николичем контракт на 1,5 года.

## Клубная статистика
| Игровая карьера | Игровая карьера | Игровая карьера | Лига | Лига | Кубок | Кубок | Межд. | Межд. | Др. | Др. |
| --------------- | --------------- | --------------- | ---- | ---- | ----- | ----- | ----- | ----- | --- | --- |
| 2018/19         | Арсенал-Киев    | А               | 4    | 0    | —     | —     | —     | —     | —   | —   |
| 2019/20         | Рад             | А               | 17   | 1    | 1     | 0     | —     | —     | —   | —   |
| 2020/21         | Будафоки-МТЕ    | А               | 16   | 0    | 2     | 0     | —     | —     | —   | —   |
| 2021/22         | Дебрецен        | А               | 8    | 0    | —     | —     | —     | —     | —   | —   |
| 2022            | Ритеряй         | А               | 6    | 0    | —     | —     | —     | —     | —   | —   |
| 2023            | Аксу            | А               | 11   | 0    | —     | —     | —     | —     | —   | —   |